# 555128 Birštonas
555128 Birštonas è un asteroide della fascia principale. Scoperto nel 2013, presenta un'orbita caratterizzata da un semiasse maggiore pari a 2,7842104 au e da un'eccentricità di 0,2314277, inclinata di 9,15125° rispetto all'eclittica.